# Volta a la Comunitat Valenciana 2021
La Volta a la Comunitat Valenciana 2021, settantaduesima edizione della corsa e valevole come quattordicesima prova dell'UCI ProSeries 2021 categoria 2.Pro, si sarebbe dovuta svolgere in 5 tappe dal 3 al 7 febbraio 2021, ma venne posticipata al periodo tra il 14 e il 18 aprile a causa della pandemia di COVID-19, su un percorso di 625,1 km, con partenza da Elche e arrivo a Valencia, in Spagna. La vittoria fu appannaggio dello svizzero Stefan Küng, il quale completò il percorso in 14h49'50", precedendo il portoghese Nelson Oliveira e lo spagnolo Enric Mas.
Sul traguardo di Valencia 107 ciclisti, su 116 partiti da Elche, portarono a termine la competizione.

## Tappe
| Tappa  | Data      | Percorso                                | km    | Vincitore di tappa | Leader cl. generale |
| ------ | --------- | --------------------------------------- | ----- | ------------------ | ------------------- |
| 1ª     | 14 aprile | Elche > Ondara                          | 168,9 | Miles Scotson      | Miles Scotson       |
| 2ª     | 15 aprile | Alicante > Alicante                     | 179   | Arnaud Démare      | Miles Scotson       |
| 3ª     | 16 aprile | Torrent > Alto de la Reina              | 160,5 | Enric Mas          | Enric Mas           |
| 4ª     | 17 aprile | Chilches > Almenara (cron. individuale) | 21,2  | Stefan Küng        | Stefan Küng         |
| 5ª     | 18 aprile | Paterna > Valencia                      | 95,5  | Arnaud Démare      | Stefan Küng         |
| Totale | Totale    | Totale                                  | 615,7 |                    |                     |

## Squadre e corridori partecipanti
| N.    | Cod. | Squadra                   |
| ----- | ---- | ------------------------- |
| 1-7   | MOV  | Movistar Team             |
| 11-17 | GFC  | Groupama-FDJ              |
| 21-27 | LTS  | Lotto Soudal              |
| 31-37 | COF  | Cofidis                   |
| 41-47 | ARK  | Team Arkéa-Samsic         |
| 51-57 | CJR  | Caja Rural-Seguros RGA    |
| 61-67 | RLY  | Rally Cycling             |
| 71-77 | BWB  | Bingoal Pauwels Sauces WB |

| N.      | Cod. | Squadra            |
| ------- | ---- | ------------------ |
| 81-87   | BBK  | B&B Hotels         |
| 91-97   | BBH  | Burgos-BH          |
| 101-107 | EKP  | Equipo Kern Pharma |
| 111-117 | EUS  | Euskaltel-Euskadi  |
| 121-127 | TIC  | Tarteletto-Isorex  |
| 131-137 | EVO  | EvoPro Racing      |
| 141-147 | MGK  | MG.K Vis VPM       |

## Dettagli delle tappe

### 1ª tappa
- 14 aprile: Elche > Ondara – 168,9 km[2]

Risultati
| Pos. | Corridore      | Squadra  | Tempo    |
| ---- | -------------- | -------- | -------- |
| 1    | Miles Scotson  | Groupama | 4h14'57" |
| 2    | John Degenkolb | Lotto    | a 28"    |
| 3    | Alan Riou      | Arkéa    | s.t.     |

| Pos. | Corridore      | Squadra  | Tempo    |
| ---- | -------------- | -------- | -------- |
| 1    | Miles Scotson  | Groupama | 4h14'47" |
| 2    | John Degenkolb | Lotto    | a 32"    |
| 3    | Alan Riou      | Arkéa    | a 34"    |

### 2ª tappa
- 15 aprile: Alicante > Alicante – 179 km

Risultati
| Pos. | Corridore      | Squadra  | Tempo    |
| ---- | -------------- | -------- | -------- |
| 1    | Arnaud Démare  | Groupama | 4h09'23" |
| 2    | Timothy Dupont | Bingoal  | s.t.     |
| 3    | Caleb Ewan     | Lotto    | s.t.     |

| Pos. | Corridore      | Squadra  | Tempo    |
| ---- | -------------- | -------- | -------- |
| 1    | Miles Scotson  | Groupama | 8h24'10" |
| 2    | John Degenkolb | Lotto    | a 32"    |
| 3    | Alan Riou      | Arkéa    | a 34"    |

### 3ª tappa
- 16 aprile: Torrent > Alto de la Reina – 160,5 km

Risultati
| Pos. | Corridore    | Squadra  | Tempo    |
| ---- | ------------ | -------- | -------- |
| 1    | Enric Mas    | Movistar | 4h11'47" |
| 2    | Victor Lafay | Cofidis  | a 2"     |
| 3    | Élie Gesbert | Arkéa    | a 8"     |

| Pos. | Corridore    | Squadra  | Tempo     |
| ---- | ------------ | -------- | --------- |
| 1    | Enric Mas    | Movistar | 12h36'22" |
| 2    | Victor Lafay | Cofidis  | a 8"      |
| 3    | Élie Gesbert | Arkéa    | a 17"     |

### 4ª tappa
- 17 aprile: Chilches > Almenara – Cronometro individuale – 21,2 km

Risultati
| Pos. | Corridore          | Squadra  | Tempo  |
| ---- | ------------------ | -------- | ------ |
| 1    | Stefan Küng        | Groupama | 16'12" |
| 2    | Nelson Oliveira    | Movistar | a 11"  |
| 3    | Thibault Guernalec | Arkéa    | a 40"  |

| Pos. | Corridore       | Squadra  | Tempo     |
| ---- | --------------- | -------- | --------- |
| 1    | Stefan Küng     | Groupama | 12h53'25" |
| 2    | Nelson Oliveira | Movistar | a 6"      |
| 3    | Enric Mas       | Movistar | a 36"     |

### 5ª tappa
- 18 aprile: Paterna > Valencia – Cronometro individuale – 95,5 km

Risultati
| Pos. | Corridore      | Squadra    | Tempo    |
| ---- | -------------- | ---------- | -------- |
| 1    | Arnaud Démare  | Groupama   | 1h56'25" |
| 2    | Jon Aberasturi | Caja Rural | s.t.     |
| 3    | Timothy Dupont | Bingoal    | s.t.     |

| Pos. | Corridore       | Squadra  | Tempo     |
| ---- | --------------- | -------- | --------- |
| 1    | Stefan Küng     | Groupama | 14h49'50" |
| 2    | Nelson Oliveira | Movistar | a 6"      |
| 3    | Enric Mas       | Movistar | a 36"     |

## Evoluzione delle classifiche
| Tappa              | Vincitore          | Classifica generale Maglia gialla | Classifica a punti Maglia verde | Classifica scalatori Maglia a pois | Classifica giovani Maglia bianca | Classifica a squadre |
| ------------------ | ------------------ | --------------------------------- | ------------------------------- | ---------------------------------- | -------------------------------- | -------------------- |
| 1ª                 | Miles Scotson      | Miles Scotson                     | Miles Scotson                   | Ibon Ruiz                          | Alan Riou                        | Groupama-FDJ         |
| 2ª                 | Arnaud Démare      | Miles Scotson                     | Simone Consonni                 | Ibon Ruiz                          | Alan Riou                        | Groupama-FDJ         |
| 3ª                 | Enric Mas          | Enric Mas                         | Enric Mas                       | Ibon Ruiz                          | Victor Lafay                     | Movistar Team        |
| 4ª                 | Stefan Küng        | Stefan Küng                       | Stefan Küng                     | Ibon Ruiz                          | Victor Lafay                     | Movistar Team        |
| 5ª                 | Arnaud Démare      | Stefan Küng                       | Arnaud Démare                   | Ibon Ruiz                          | Victor Lafay                     | Movistar Team        |
| Classifiche finali | Classifiche finali | Stefan Küng                       | Arnaud Démare                   | Ibon Ruiz                          | Victor Lafay                     | Movistar Team        |

Maglie indossate da altri ciclisti in caso di due o più maglie vinte
- Nella 2ª tappa John Degenkolb ha indossato la maglia verde al posto di Miles Scotson.
- Nella 4ª tappa Simone Consonni ha indossato la maglia verde al posto di Enric Mas.
- Nella 5ª tappa Miles Scotson ha indossato la maglia verde al posto di Stefan Küng.

## Classifiche finali

### Classifica generale - Maglia gialla
| Pos. | Corridore       | Squadra   | Tempo     |
| ---- | --------------- | --------- | --------- |
| 1    | Stefan Küng     | Groupama  | 14h49'50" |
| 2    | Nelson Oliveira | Movistar  | a 6"      |
| 3    | Enric Mas       | Movistar  | a 36"     |
| 4    | Victor Lafay    | Cofidis   | a 45"     |
| 5    | Élie Gesbert    | Arkéa     | a 1'01"   |
| 6    | Luis Ángel Maté | Euskaltel | a 1'37"   |
| 7    | Rémy Mertz      | Bingoal   | a 1'53"   |
| 8    | Rémy Rochas     | Cofidis   | a 2'03"   |
| 9    | Miles Scotson   | Groupama  | a 2'26"   |
| 10   | Matis Louvel    | Arkéa     | a 2'43"   |

### Classifica scalatori - Maglia a pois
| Pos. | Corridore       | Squadra    | Punti |
| ---- | --------------- | ---------- | ----- |
| 1    | Ibon Ruiz       | Kern       | 30    |
| 2    | Enric Mas       | Movistar   | 12    |
| 3    | Victor Lafay    | Cofidis    | 8     |
| 4    | Lennert Teugels | Tarteletto | 8     |
| 5    | Stephen Bassett | Rally      | 8     |

### Classifica giovani - Maglia bianca
| Pos. | Corridore     | Squadra | Tempo     |
| ---- | ------------- | ------- | --------- |
| 1    | Victor Lafay  | Cofidis | 14h50'35" |
| 2    | Rémy Rochas   | Cofidis | a 1'18"   |
| 3    | Matis Louvel  | Arkéa   | a 1'58"   |
| 4    | Diego Lopez   | Kern    | a 2'02"   |
| 5    | Savva Novikov | Kern    | a 2'13"   |

### Classifica a punti - Maglia verde
| Pos. | Corridore       | Squadra  | Tempo |
| ---- | --------------- | -------- | ----- |
| 1    | Arnaud Démare   | Groupama | 62    |
| 2    | Stefan Küng     | Groupama | 41    |
| 3    | Simone Consonni | Cofidis  | 40    |
| 4    | Miles Scotson   | Groupama | 39    |
| 5    | Timothy Dupont  | Bingoal  | 36    |

### Classifica a squadre
| Pos. | Squadra            | Tempo     |
| ---- | ------------------ | --------- |
| 1    | Movistar Team      | 44h33'03" |
| 2    | Groupama-FDJ       | a 4'06"   |
| 3    | Euskaltel-Euskadi  | a 4'30"   |
| 4    | Equipo Kern Pharma | a 5'48"   |
| 5    | Team Arkéa-Samsic  | a 5'51"   |